# 남구 을 (울산)
울산 남구 을은 대한민국의 국회의원 선거구이다. 울산광역시 남구 일부를 관할한다. 현 지역구 국회의원은 국민의힘의 김기현이다.

## 역사
2004년 대한민국 제17대 국회의원 선거를 앞두고 남구 선거구가 갑, 을로 분구되면서 신설되었다. 신설 당시 달동, 삼산동, 야음동, 선암동, 개운동, 장생포동이 남구 을로, 나머지 지역은 남구 갑으로 편입되었다.

## 관할 구역
| 대수        | 관할 구역                                                  |
| ----------- | ---------------------------------------------------------- |
| 17대        | 남구 달동, 삼산동, 야음1장생포동, 야음2동, 야음3동, 선암동 |
| 18대 ~ 현재 | 남구 달동, 삼산동, 야음장생포동, 대현동, 수암동, 선암동    |

## 역대 국회의원
| 선거   | 정당 | 정당       | 의원   |
| ------ | ---- | ---------- | ------ |
| 2004년 |      | 한나라당   | 김기현 |
| 2008년 |      | 한나라당   | 김기현 |
| 2012년 |      | 새누리당   | 김기현 |
| 2014년 |      | 새누리당   | 박맹우 |
| 2016년 |      | 새누리당   | 박맹우 |
| 2020년 |      | 미래통합당 | 김기현 |
| 2024년 |      | 국민의힘   | 김기현 |

## 역대 선거 결과

### 대한민국 제17대 국회의원 선거
|  | 45.56% |

|  | 34.21% |

|  | 15.33% |

|  | 4.08% |

|  | 0.80% |

### 대한민국 제18대 국회의원 선거
|  | 62.00% |

|  | 26.71% |

|  | 8.69% |

|  | 2.58% |

### 대한민국 제19대 국회의원 선거
|  | 56.57% |

|  | 36.22% |

|  | 5.53% |

|  | 1.66% |

### 2014년 대한민국 재보궐선거
|  | 55.81% |

|  | 44.18% |

### 대한민국 제20대 국회의원 선거
|  | 42.97% |

|  | 40.64% |

|  | 16.37% |

### 대한민국 제21대 국회의원 선거
|  | 58.48% |

|  | 40.11% |

|  | 1.40% |

### 대한민국 제22대 국회의원 선거
|  | 56.22% |

|  | 43.77% |